# アレクサンダー・カラカセビッチ
アレクサンダー・カラカセビッチ（Aleksandar Karakašević、1975年12月9日 - ）は、セルビア出身の卓球選手。ダブルスの名手である。

## 略歴
1993年にバルカン選手権に出場したのを皮切りに、1995年ワールドチームカップ、1996年バルカン選手権、1997年、2001年、2005年とMediterranean Gamesに出場している。
ITTFプロツアーにも1996年から参加し、ダブルスで優勝するなど好成績を収めており、1996年、2001年、2003年にはグランドファイルにも出場している。
ヨーロッパ選手権には2000年から六度にわたって出場しており、そのうち混合ダブルスの優勝を三度経験している。
世界選手権には1995年の天津大会から出場しており、2003年のパリ大会と2007年のザグレブ大会では男子ダブルスにおいてベスト8に輝いている。
その他数々の大会においても主にダブルスで優秀な成績を収めている。
オリンピックは1996年のアトランタオリンピック、2004年のアテネオリンピック、2008年の北京オリンピックに出場している。

## プレースタイル
ワルドナーに「あいつが酒を止めたら、誰も勝てない。」とまで言わしめるほどの類いまれな才能の持ち主で、天才的なバックハンドに代表されるトリッキーなプレーを得意とする選手である。
しかし好不調の波が激しく安定感に欠けるため、ワルドナーやサムソノフのような成績は残せていない。

## 主な戦績
- 1996年
  - バルカン選手権 混合ダブルス優勝
- 2000年
  - ヨーロッパ選手権ブレーメン大会 混合ダブルス優勝（ルタ・ガルカウスカイテと）
- 2001年
  - ITTFプロツアー・ドイツオープン 男子ダブルス優勝
  - Mediterranean Games 男子ダブルス優勝
- 2002年
  - ヨーロッパ選手権ザグレブ大会 混合ダブルス準優勝（ルタ・ガルカウスカイテと）
- 2003年
  - ヨーロッパ選手権クールマイヨール大会 男子ダブルス ベスト4（スロボダン・グルイッチと）
- 2005年
  - ITTFプロツアー・ロシアオープン 男子ダブルス優勝
  - ヨーロッパ選手権オーフス大会 混合ダブルス優勝（ルタ・ガルカウスカイテと）
  - Mediterranean Games 男子ダブルス優勝
- 2006年
  - ITTFプロツアー・セルビアオープン 男子ダブルス優勝
- 2007年
  - ヨーロッパ選手権ベオグラード大会 混合ダブルス優勝（ルタ・パスカウスキエネ（旧姓ガルカウスカイテ）と）
- 2009年
  - ヨーロッパ選手権シュトゥットガルト大会 男子ダブルス ベスト4（ボージャン・トキッチと）